# Бедусенко, Сергей Валентинович
Сергей Валентинович Бедусенко (род. 10 мая 1952, Черновцы) — украинский композитор, пианист-виртуоз, певец, аранжировщик, педагог, саунд-продюсер, поэт, прозаик, визуальный поэт, либреттист, публицист, философ, график, древо-камне-пластик.

## Биография
Родился в семье профессиональных музыкантов. Ада Васильевно Зубкова, Валентин Петрович Бедусенко. Сын Станислав Сергеевич Бедусенко. Начал заниматься музыкой, изобразительным искусством и литературой в возрасте 3-5 лет. В 1971 году окончил музыковедческий и фортепианный факультеты Черновицкого музыкального училища и Студию изобразительных искусств.  
В 1979 году окончил композиторский факультет Киевской консерватории им. П. И. Чайковского по классу профессора Льва Колодуба. 
С 1968 по 1979 гг. руководит фолк-роковыми и джаз-роковыми коллективами. В 1979—1985 гг. заведовал музыкальной частью Киевского академического театра юного зрителя, где выступает как пианист, певец, композитор и актер в мюзикле "Мы не верим в аистов". Принимает участие в VII Всемирном фестивале молодежи и студентов с песней "Распахни, страна свои объятья" (Москва, 1985 г.) С 1985 — на творческой работе в Киеве.    
Занимается преподаванием джазовой импровизации и эстрадного вокала. Разрабатывает собственную прогрессивную методику преподавания, используя которую, одна из его учениц, вокалистка Елена Добрицкая, получает Гран-При Всеукраинского конкурса артистов эстрады (Киев, 2003 г.)  
С 1983 - 2005 гг. тесно сотрудничает в частности с выдающимся режиссером Народным артистом Украины и СССР Сергеем Данченко,  с Народными артистами Украины - Богданом Ступкой, Анатолием Хостикоевым, Наталией Сумской, Богданом Бенюком, (киевский Национальный театр им. И. Франка), Раисой Недашковской, Анатолием Матвийчуком и др.. 
В период с 1987 по 2010 г. неоднократно приглашается, как член и председатель жюри на различные музыкальные и театральные фестивали в Киеве, Донецке, Белой Церкви - такие, в частности, как Международный конкурс-фестиваль "Весняний Зорепад", (2009-10 гг.) Успешно выступает в различных  теле и радио передачах: "Первая экспедиция", "Гении третьего рода" (телеканал "Интер"), "Телемегаполис", "Театрально-концертный Киев", "Звездная дорога", "Это мы", "Эллатра ТВ" (Международное телевидение) и многих других. 
В 1987 - 1991 - зав муз. частью в Экспериментальной театральной студии п/у Вл. Пилипенко. В 2005 г. как пианист и композитор, провел ряд концертов в Германии (Альтенбург, Лейпциг, Пониц. В 2014 г. выступал в США (Чикаго) на Независимом украинском радио и в Канаде (Торонто) в Свято-троицком храме - как композитор и певец. В 1918 г. выступает в Испании (Барселона, Ллорет де Мар). С 1997 по 2012 г. выступает как автор, продюсер и режиссер симфонических гала-концертов (хор, оркестр, рок-группа, ряд сольных исполнителей) общей численностью до 125 участников.   
В 2012 г. создает свой музыкальный YouTube-Канал "EDINOROG TV" и вокальный дуэт "Фавор" (Сергей Бедусенко, Елена Овсиенко), работающий в содружестве со звукорежиссером Александром Салицким, Дуэт становится лауреатом Международного Свято-Георгиевского фестиваля искусств (Украина, 2012 г.), Международного фестиваля искусств "Земля обетованная" (Израиль, 2019 г.), Международного фестиваля "Интереальность" (Украина, 2019 г.) Записывает с дуэтом большое к-во духовных и эстрадных композиций и, в частности, музыку к 85 Псалмам - на авторские стихотворные переводы поэтессы Татьяны Лазаренко.                                                                   
В 2019 г. в Национальном союзе писателей Украины организовывает концерт, посвященный 250-му юбилею поэта и драматурга Ивана Котляревского - создателю украинской литературной речи                                                                   
В 2020-21 гг. Записывает цикл из 24 культурологических, биографических и музыкально-поэтических авторских программ на YouTube-Каналах: "Полезные Советы", АЛЛАТРА ТВ, авт. пр-ма Юлии Сак "Звезда Феникса ТВ", ."EDINOROG TV".                                                                   
Проводит мастер-классы чтения поэтических и прозаических текстов на различных литературных студиях, а также - художественные выставки, музыкальные и литературные выступления в Канаде, США, Испании, Греции, Болгарии, Грузии, России, Белоруссии, Украине. Лауреат целого ряда Международных и отечественных премий,  конкурсов и фестивалей - музыкальных и литературных. Творчество С. Бедусенко основано на Синтезе искусств, которому по его мнению принадлежит будущее.
Член Национального Союза композиторов Украины (1982 г.), Член Национального союза театральных деятелей Украины (1996 г.), Член Национального союза кинематографистов Украины (2014 г.), Член Международной гильдии писателей (Германия, 2016 г.).Член Национального союза писателей Украины, (2020 г.) Член Ассоциации писателей приключенческого и детективного жанров Украины (2021 г.)

## Творчество

### Композитор
Как композитор и аранжировщик сотрудничал с радиостанцией «Немецкая Волна»; с певцами Демисом Руссосом (Греция), Александром Пономарёвым, Таисией Повалий, Валентиной Степовой; с группой DDT (Россия), режиссерами Сергеем Данченко, Николаем Мерзликиным (Украина), Григорием Гладием (Канада), Василием Сечиным (Швейцария) и др..Сотрудничал с театрами в Лейпциге (Германия), Бельско-Бяла (Польша) Санкт-Петербург, Белгород (Россия), а также с театрами в 20 городах Украины. Как саунд-продюсер сотрудничал с украинским радио-каналом "Культура".
Основоположник арт-рокового направления в украинской музыке (рок-оратория "Колокола" на стихи П. Неруды, (1978 г.), последовательный разработчик жанра "Универсальное фентези" - роман "До крайних пределов", (2007 г.), автор первых Национальных украинских рок-опер — «Энеида» по И. Котляревскому (Киевский Национальный театр им. И. Франка, (1986г.) и «Суд» по Б. Олийнику (Киевский театр Эстрады, 1988 г.).
Лауреат Международных театральных фестивалей: «Славянские встречи» (Минск, 1986), АСИТЕЖ (Анкара, 1992 г.), Фестиваля театров (Мюнхен, 1996 г.). лауреат Международной премии им. Лео Витшинского, (2007 г.), Всеукраинского фестиваля "Песенный вернисаж", (20 11 г,), Лауреат премии Национального союза композиторов и Министерства культуры Украины им. М. Вериковского, (2013 г.) Музыкальному творчеству С. Бедусенко свойственны - задушевная лиричность в сочетании с драматизмом, яркая мелодика, экспрессивное звучание, изысканная гармонизация, характерная ритмика, концептуальное мышление, умелое сочетание различных муз. жанров, стремление к эксперименту. 
Фигурант Энциклопедии Современной Украины  Т. 2. (2003 г.), Музыкальной Энциклопедия Украины, (2006 г.),  Украинской Энциклопедии Джаза, (2004 г,), Кинематографической Энциклопедии Украины, (2009 г.), Энциклопедия успешных людей Украины Hubners Who is Who (Швейцария, (2012 г) 
Фигурант Национального Реестра Рекордов Украины, (2019 г.).

#### Избранные сочинения
Рок-оперы
- 1985 «Энеида» (либретто С. Данченко, И. Драча по И. Котляревскому)
- 1988 «Суд» (либретто В. Кушпета по Б. Олейнику)
- 2009 «Ярослав Мудрый» (либретто С. Бедусенко, Р. Коломийца по драматической поэме И. Кочерги)
- «Адам и Ева» (собственное либретто).

Балет
- 1987 «Ну, погоди!» (либретто А. Балабана и В. Литвинова)

Мюзиклы
- 1981 «Любовь, джаз и чёрт» (собственное либретто по Ю. Грушасу)
- 1982 «Колбаска, боцман и другие» (собственное либретто по пьесе Ю. Закошанской)
- 1983 «Терем-теремок» (собственное либретто по С. Маршаку)
- 1984 «Барвинок и весна» (по Б. Чалому)
- 1984 «Мы не верим в аистов» (собственное либретто по пьесе Н. Йорданова)
- 1988 «Жанна д`Арк» («Если не ты») (либретто Ю. Рыбчинского)
- 1988 «Ожившая легенда» (либретто П. Высоцкого)
- 1990 «Мирандолина» (собственное либретто по пьесе К. Гольдони)
- 1994 «Крошка Цахес» (либретто Я. Стельмаха по повести Э. Т. А. Гофмана)
- 2001 «Ромео и Джульетта» (собственное либретто по трагедии У. Шекспира)
- 2003 «Аладдин» (собственное либретто по пьесе Я. Стельмаха, 2003)
- 2004 «Королевство кривых зеркал» (либретто А. Тихомирова по В. Губареву)
- 2005 «Лисистрата» (либретто В. Таранова по Аристофану)
- 2006 «Кошкин дом» (собственное либретто по С. Маршаку)
- 2010 «Волшебство против дракона» (либретто Ю. Федорова по пьесе А. Войтышко)
- 2011 «Верона» (либретто Ю. Фёдорова по пьесе А. Крыма)

Музыкальные спектакли
- 1983 «Визит старой дамы» (по Ф. Дюрренматту)
- 1987 «Сердце Пьеро» (по мотивам французских народных сказок)
- 1991 «Кровь и пепел» (по Ю. Марцинкявичюсу)
- 2004 «Мещанин во дворянстве» (по Мольеру)
- 1996 «Мерлин» (по Т. Дорсту) и др.

Арт-рок оратория
- «Колокола» (по поэме П. Неруды, 1987—2011).

Для симфонического оркестра
- 1979, 1983 две симфонии
- 1985 Симфония-поэма
- 1986 Симфоническая сюита «Мастер и Маргарита»
- 2003 «Восточная сюита»

Для оркестра народных инструментов
- 2011 Сюита «Сказания Киевской Руси», «На крыльях танца», «Эней-гопак»

Для камерного оркестра
- 1987 Музыка для струнного оркестра
- 2001 «Аve Maria»

Для фортепиано
- 1979, 1981 две сонаты
- 1980 циклы на темы сказок Г. Х. Андерсена и русского фольклора
- 1996 джаз-сюита № 1
- 1999 Арт-сюита
- 2000 джаз-сюита «В Новом Свете»
- 2001 «Парафраз на темы Энеиды»
- 2005 «Сага»
- 2004 «Ностальгия по настоящему»
- «Когда сбываются мечты»
- 2007 «Импровизация»

Для гитары
- 1981 соната

Для ансамбля
- 1983 вариации и скерцо для квинтета деревянных духовых

Вокальные циклы
- 1984—1987 на стихи Ф. Гарсиа Лорки, П. Неруды, А. Матвийчука и др.

Для хора
- 1995 «Диптих» (слова народные)
- 1997 «Элегия» (без слов)
- 1997 «Во всём, что растёт» (стихи П. Неруды)
- 1998 «Фиолетовый Блюз» (без слов)

Музыка к кинофильмам
- 1986 «Ледяные цветы»
- 1986 «Родимое пятно»
- 1990 «Муж собаки Баскервилей»
- 1992 «Фиктивный брак» / Фіктивний шлюб
- 1996 «Брат Гильбер»
- 2007 «Старая тема»
- 2008 «Французский для начинающих»
- 2010 «Всё, что вы хотели знать о любви...»

Разное
- Эстрадные инструментальные пьесы, джаз- и рок-композиции, песни, обработки народных песен, музыка к радио- и театральным постановкам (более 70).

### Пианист
В совершенстве владея различными исполнительскими стилями (классика, джаз, блюз, фьюжн, фанк, мейнстрим, авангард), выступает с сольными фортепианными концертами в Германии, Испании, Белоруссии, России, Украине. Исполнительское творчество в частности представлено на компакт-диске «Когда сбываются мечты» (2002).Это - оригинальный синтез джаза, классики и арт-рока, а широкое использование различных видов фортепианной техники, сообщает музыке истинно концертный размах и складывается в свой собственный авторский стиль. Обращают на себя внимание, мелодические линии, необычные тональные планы и ритмическая неизменная изобретательность. Исполнительская же манера заставляет вспомнить такие всемирно известные имена, как Чик Кореа и Кит Эмерсон.   
Лауреат всеукраинского фестиваля "Зимние джазовые встречи" (2018, 2019 гг.), Международного фестиваля искусств "Velvet September Costa Brava" (Испания, 1918 г), Гран При Международного конкурса-фестиваля "Open Art Talent" (Испания-Украина, 2020 г.).Гран При Международного конкурса-фестиваля "Open Art Talent" (Канада-Украина, 2021 г.)  

### Писатель
Книги поэзии: «Стихографика» (2000), «Голгофа Мирозданья» (2002), «Заастралье» (2003). «Лики любви» (2016), «Разговор с Богом» (2019), «Белым по белому» (2019), "Строитель строк", (2020). Книги прозы: «Новая Реальность» (2004), «Свет в Пути» (2006), «До крайних пределов» (2015), 
В сотрудничестве с журналами «Музыка», «Телекритика», "Просцениум", газетой «2000», Крещатик", "Демократическая Украина" и др. написал ряд культурологических статей. Статья "Рок-опера: вперед и с песней?! Нет, с музыкой!", в журнале "Музыка", признана статьей года (1993 г.)
Произведения были напечатаны в следующих изданиях: Альманах "Русский Stil", Stella, Германия, (2016, 2017 гг.), Альманах "Созвучье муз", Stella, Германия, (2017 г.), "Arka Fest Барселона", Издательский Двор О. Федорова, (2018), Писатели 21 века "Слово сквозь пространство и время", Stella, Германия, (2019), сборник стихов "Весь мир на ладони", Издательский Двор О. Федорова, (2018 г.), сборник стихов "Интереальность", Издательский Двор О. Федорова, (2019 г.), литературный альманах "Саксагань", (2018 г.), Международный литературный журнал "9 Муз", Греция, (2019 г.), "Цена сирени", Издательский Двор О. Федорова, (2020 г.), Альманах "Созвучье Муз", журнал "Новый Ренессанс", Stella, Германия, (2020, 1/39-2021 гг), "Эмигрантская Лира", Бельгия, Льеж, (2020 г.). Сборник "Фестиваль собирает соперников, фестиваль собирает друзей", Днепр, Украина.(2021г.) Сборник "Интереальность", Киев, Украина (2021), Антология-2021, Италия, журнал "Новый Ренессанс", Stella, Германия, (2022 г.) Национальный Реестр Рекордов Украины, 2022 г. 
Лауреат Международных литературных конкурсов-фестивалей "Ее величество книга!" (Германия, 2017 г.), "ГОМЕР" (Крит, Греция, 2019 г.), "Всемирный день поэзии" (Украина, 2018 г), "Хранители наследия" (Чехия, 2018 г.) Финалист Всемирного поэтического фестиваля «Эмигрантская Лира»,(Льеж, Бельгия, 2020 г.) и Международного поэтического фестиваля "Редкая Птица" 2021, Днепр, Украина). Лауреат специальной премии «DUENDE LORCHIANO», в рамках VI Международного поэтического конкурса «PARNASO – ANGELO LA VECCHIA PRIZE» (Каникатти, Сицилия, Италия, 2021 г.) и др. 

### Художник
Провёл 12 персональных выставок в Германии и Украине. Последняя выставка - в Национальном музее Тараса Шевченко в г. Киеве. /2018 г./ В 2003 г. выпустил альбом графики с использованием авторской техники в стиле неосимволизма «Седьмое Измерение», трактуемое автором, как "Сфера Духовного Воздействия на Пространство"..Практически все работы имеют концептуально-философский характер. Исследовательские статьи искусствоведов и художников Сергея и Елены Папета (2003 г.) Любимые художники: С. Ботчелли, И. Босх, М. Эшер, М. Врубель, С. Дали, Р. Магритт, М. Эрнст, Г. Климт, П. Дельво и др. 
Лауреат Международного фестиваля искусств "Русский Stil" в номинации "изобразительное искусство" (Германия, 2016 г.) Финалист Международного конкурса "Open Eurasia" в номинации "иллюстрация" (Великобритания, 2021 г.)

## Награды
- Заслуженный деятель искусств Украины (1997)[3]
- орден «Казацкая Слава» ІІІ степени (2003)
- премия Союза театральных деятелей Украины «Киевская Пектораль» (1996)
- премия Автономной Республики Крым (2004)